# Centre municipal des sports
Le Centre municipal des sports de Tours parfois appelé Palais des sports est un complexe sportif situé dans le centre de la ville de Tours, au sein du quartier du Sanitas. Sa construction débute en 1954 et ses premiers équipements sont livrés l'année suivante, avant d'être complètement achevé en 1972.
Plus important complexe sportif de la ville, il compte la salle Robert-Grenon de 3 000 places du Tours Volley-Ball, la piscine olympique Gilbert-Bozon, la patinoire olympique des Remparts de Tours et sa tribune de 1 760 places ainsi que plusieurs salles sportives diverses.

## Historique

### Construction
La construction du Palais des sports débute en 1954 à proximité de l'avenue de Grammont et au cœur de ce qui sera le quartier du Sanitas, dont la réalisation ne débutera que quatre années plus tard. Le projet est piloté par l'adjoint aux sports Robert Grenon et confié à l'architecte Jean Dorian. En 1955, le gymnase dédié au basket est le premier inauguré alors que les travaux se poursuivent.
Le Palais des sports est finalement achevé sur les plans de l'architecte Jean Niermans, et inauguré le 11 juin 1972 en présence du Secrétaire d'État chargé de la Jeunesse et des Sports Joseph Comiti. Jusqu'en 1983, il est appelé « centre municipal des sports Robert-Grenon » avant que le nom de l'ancien adjoint aux sports soit attribué à la salle principale.

### Rénovations
En 1991, le Palais des sports subit des travaux de rénovation de sa façade et de certains locaux. Particulièrement vieillissante, la piscine est à son tour rénovée en 2013. Depuis cette date, le Palais des sports est de plus desservi par le tramway de Tours qui marque un arrêt en face de son entrée principale.
En 2018, la ville annonce une refonte complète du site à l'horizon 2023 pour 30 millions d'euros, avec notamment pour but de servir de site annexe aux Jeux olympiques 2024 de Paris. La salle Grenon devrait ainsi doubler sa capacité pour atteindre 6 000 places alors que la patinoire sera rénovée et étendue pour atteindre 2 500 sièges. Un bâtiment supplémentaire afin d’accueillir de nouvelles salles et un parking souterrain est également envisagé.

## Équipements
Depuis son inauguration, le Palais des sports rassemble :
- la salle Robert-Grenon, l'antre du Tours Volley-Ball (2 966 places),
- la patinoire de Tours, siège des matchs des Remparts de Tours (1 760 places),
- la piscine olympique Gilbert-Bozon, qui accueillait en 2006 les championnats de France de natation,
- huit salles sportives notamment dédiées au tennis de table, lutte, judo, gymnastique et escrime dont la salle omnisports Danton,
- un centre médico-sportif,
- la direction du service des sports.

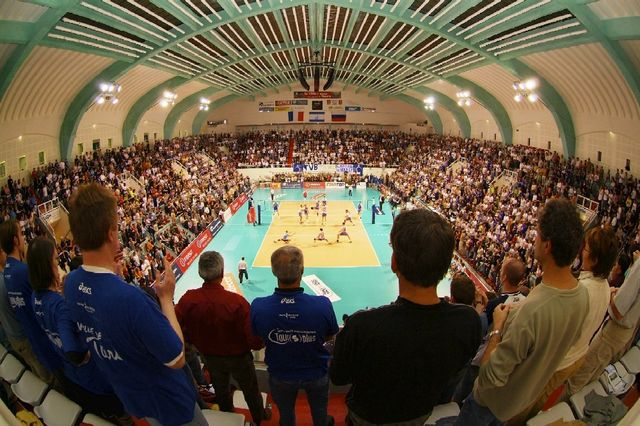
Salle Robert-Grenon
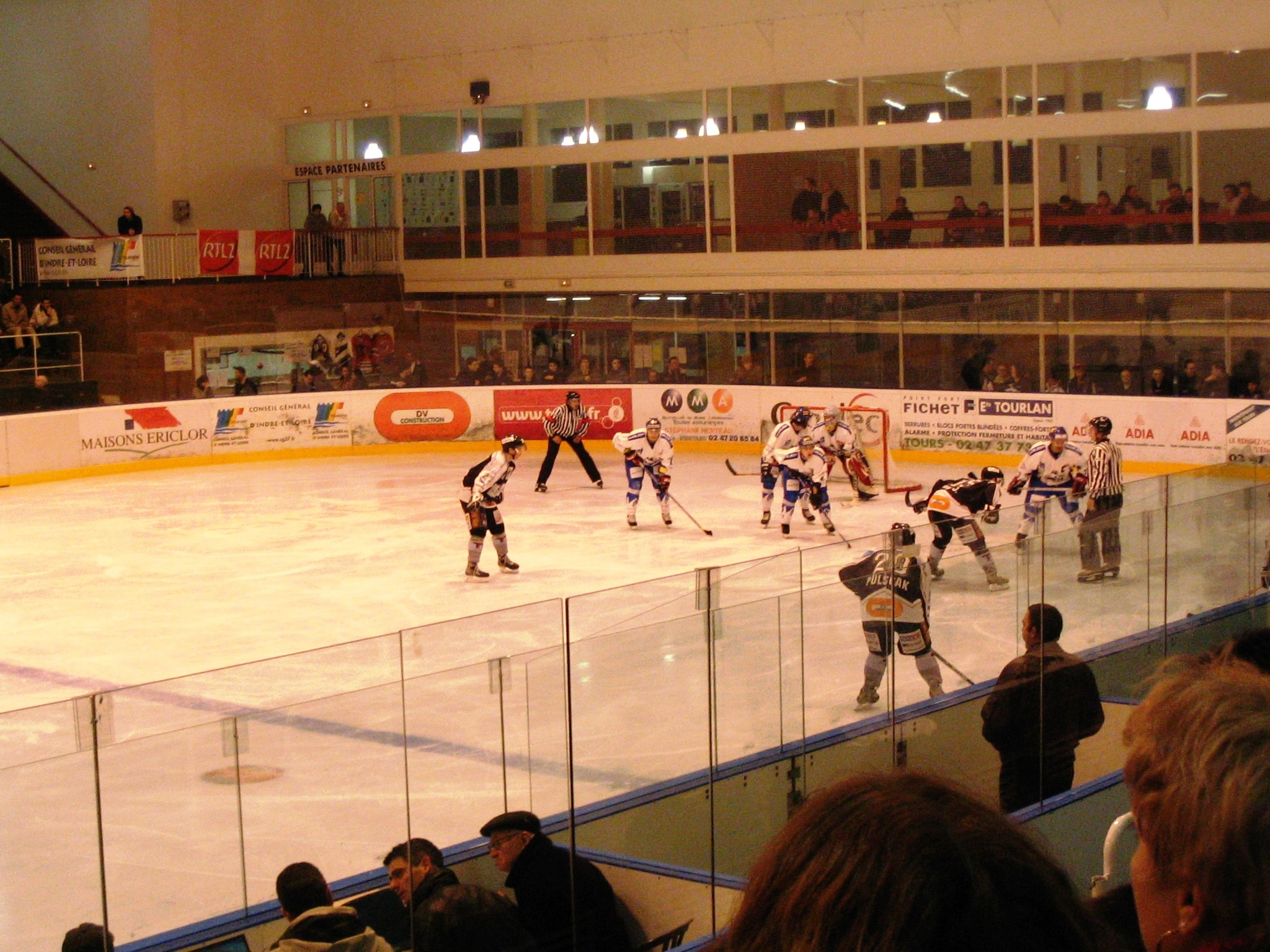
Patinoire de Tours

## Évènements
- Supercoupe de France féminine de volley-ball en 2023.
- Supercoupe de France masculine de volley-ball en 2023.